# Сант-Анджело-ин-Пескерия (титулярная диакония)
Титулярная диакония Сант-Анджело-ин-Пескерия (лат. Diaconia Sancti Angeli in Foro Piscario) — титулярная церковь была создана 1 июня 755 года Папой Стефаном II, под именем Святого Апостола Павла в XI районе Рима (Августа) (согласно надписи Теодото, дяди Папы Адриана I). В 806 году её название было изменено на церковь Sancti Archangeli, а затем на Sancti Angeli piscium venalium, Sancti Angeli de piscivendulis и Sancti Angeli in Foro piscium. Эта церковь была назначена как титулярная церковь кардиналов-священников, так и титулярная диакония кардиналов-дьяконов. Диакония принадлежит церкви Сант-Анджело-ин-Пескерия, расположенной в районе Рима Сант-Анжело.

## Список кардиналов-дьяконов и кардиналов-священников титулярной диаконии Сант-Анджело-ин-Пескерия
- Ланцо из Сеццы — (1159 — 29 сентября 1179 — избран антипапой Иннокентием III);
  - вакантно (1179—1190);
- Грегорио, возможно, Бобоне, племянник Целестина III — (сентябрь 1190 — вскоре после 15 июля 1202, до смерти);
  - вакантно (июль 1202 — 1205);
- Пьетро ди Морра — (1205 — 1206, до смерти);
  - вакантно (1206—1212);
- Стефано ди Чеккано — (18 февраля 1212 — 1212, назначен кардиналом-священником Санти-XII-Апостоли);
- Романо Бонавентура (или Папарески) — (1216 — 1234, назначен кардиналом-епископом Порто и Санта Руфина);
- Риккардо Аннибальди — (1237 — 4 октября 1276, до смерти);
  - вакантно (1276—1294);
- Ландольфо Бранкаччо — (18 сентября 1294 — 29 октября 1312, до смерти);
  - вакантно (1312—1327);
- Джованни Колонна — (18 декабря 1327 — 3 июля 1348, до смерти);
  - вакантно (1348—1371);
- Гийом Нолле — (30 мая 1371 — 4 июля 1394, до смерти);
- Пьер Бла — (24 декабря 1395 — 12 декабря 1409, до смерти — псевдокардинал антипапы Бенедикта XIII);
- Пьетро Стефанески — (12 июня 1405 — 2 июля 1409, назначен кардиналом-дьяконом Санти-Козма-э-Дамиано), снова (1410 — 30 октября 1417, до смерти);
- Педро Фонсека — (14 декабря 1412 — 1 августа 1418, в отставке — псевдокардинал антипода Бенедикт XIII);
  - вакантно (1418—1430);
- Джулиано Чезарини старший — (8 ноября 1430 — 1440, назначен кардиналом-священником Санта-Сабина);
  - вакантно (1440—1470);
- Джованни Мишель — (1470 — 1484); in commendam (1484 — 10 апреля 1503, до смерти);
- Джулиано Чезарини младший — (29 ноября 1503 — 1 мая 1510, до смерти);
- Федерико Сансеверино — (1 мая 1510 — 30 января 1512);
- Маттеус Ланг фон Велленбург — (март 1514 — 8 августа 1519 года — титулярная диакония pro hac vice 8 августа 1519 — 26 февраля 1535, назначен кардиналом-епископом Альбано);
- Алессандро Фарнезе младший — (26 февраля 1535 — 13 августа 1535, назначен кардиналом-дьяконом Сан-Лоренцо-ин-Дамазо);
- Эннио Филонарди — титулярная диакония pro hac vice (15 января 1537 — 8 октября 1546, назначен кардиналом-епископом Альбано);
- Рануччо Фарнезе — (8 октября 1546 — 7 февраля 1565, назначен кардиналом-епископом Сабины);
- Фульвио Джулио делла Корнья, O.S.Io.Hieros. — титулярная диакония pro hac vice (7 октября 1565 — 30 января 1566, назначен кардиналом-священником Сан-Лоренцо-ин-Лучина);
- Джованни Риччи — титулярная диакония pro hac vice (30 января 1566 — 7 октября 1566, назначен кардиналом-священником Санта-Мария-ин-Трастевере);
- Шипьоне Ребиба — титулярная диакония pro hac vice (7 октября 1566 — 3 июля 1570, назначен кардиналом-священником Санта-Мария-ин-Трастевере);
- Джованни Антонио Сербеллони — титулярная диакония pro hac vice (3 июля 1570 — 31 июля 1577, назначен кардиналом-священником Санта-Мария-ин-Трастевере);
- Луиджи д’Эсте — (31 июля 1577 — 19 декабря 1583, назначен кардиналом-дьяконом Санта-Мария-ин-Виа-Лата);
- Филиппо Гваставиллани — (19 декабря 1583 — 7 января 1587, назначен кардиналом-дьяконом Сант-Эустакьо);
- Андраш Батори — (7 января 1587 — 28 октября 1599, до смерти);
- Андреа Барони Перетти Монтальто — (15 марта 1600 — 13 ноября 1617, назначен кардиналом-дьяконом Сант-Эустакьо);
  - вакантно (1617—1620);
- Луиджи Каппони — (13 января 1620 — 19 апреля 1621, назначен кардиналом-священником Сан-Карло-ай-Катинари);
- Франческо Бонкомпаньи — (17 мая 1621 — 16 марта 1626, назначен кардиналом-дьяконом Сант-Эустакьо);
- Ипполито Альдобрандини младший — (16 марта 1626 — 6 февраля 1634, назначен кардиналом-дьяконом Сант-Эустакьо);
- Марцио Джинетти — (6 февраля 1634 — 14 марта 1644, назначен кардиналом-дьяконом Сант-Эустакьо);
- Джироламо Колонна — (14 марта 1644 — 12 декабря 1644, назначен кардиналом-дьяконом Сант-Эустакьо);
- Джанджакомо Теодоро Тривульцио (12 декабря 1644 — 23 сентября 1652, назначен кардиналом-дьяконом Сант-Эустакьо);
- Винченцо Костагути — (23 сентября 1652 — 21 июля 1653, назначен кардиналом-дьяконом Санта-Мария-ин-Козмедин);
- Лоренцо Раджи — (21 июля 1653 — 30 августа 1660, назначен кардиналом-дьяконом Сант-Эустакьо);
- Карло Барберини — (30 августа 1660 — 14 ноября 1667, назначен кардиналом-дьяконом Сан-Чезарео-ин-Палатио);
- Карло Гуалтерио — (14 ноября 1667 — 12 марта 1668, назначен кардиналом-дьяконом Санта-Мария-ин-Козмедин);
- Анджело Чельси — (14 мая 1668 — 6 ноября 1671, до смерти);
- Феличе Роспильози — (17 июля 1673 — 12 января 1682, назначен кардиналом-дьяконом Сант-Эустакьо);
- Джанфранческо Джинетти — (12 января 1682 — 28 ноября 1689, назначен кардиналом-дьяконом Сан-Никола-ин-Карчере);
- Гаспаро Кавальери — (28 ноября 1689 — 17 августа 1690, до смерти);
- Франческо Барберини младший — (27 ноября 1690 — 6 мая 1715, назначен кардиналом-священником Сан-Бернардо-алле-Терме);
- Карло Колонна — (6 мая 1715 — 24 июля 1730, назначен кардиналом-дьяконом Сант-Агата-алла-Субурра);
  - вакантно (1730—1739);
- Просперо Колонна — (16 ноября 1739 — 4 марта 1743, до смерти);
- Джироламо Колонна ди Шарра — (2 декабря 1743 — 12 марта 1753);
- Флавио Киджи младший — (10 декабря 1753 — 12 февраля 1759, назначен кардиналом-дьяконом Санта-Мария-ин-Портико-Кампителли);
- Андреа Корсини — (19 ноября 1759 — 11 сентября 1769, назначен кардиналом-священником Сан-Маттео-ин-Мерулана);
  - вакантно (1769—1773);
- Франческо д’Эльчи — (10 мая 1773 — 4 апреля 1787, до смерти);
- Винченцо Мария Альтьери — (23 апреля 1787 — 10 марта 1788, назначен кардиналом-дьяконом Сант-Эустакьо);
- Раньеро Финоккьетти — (10 марта 1788 — 30 марта 1789, назначен кардиналом-дьяконом Сант-Агата-алла-Субурра);
- Фердинандо Спинелли — (3 августа 1789 — 29 ноября 1790, назначен кардиналом-дьяконом Санта-Мария-ин-Козмедин);
- Филиппо Кампанелли — (29 ноября 1790 — 26 сентября 1791, назначен кардиналом-дьяконом Сан-Чезарео-ин-Палатио);
- Фабрицио Диониджи Руффо — (12 сентября 1794 — 11 августа 1800, назначен кардиналом-дьяконом Санта-Мария-ин-Козмедин);
- Альфонс-Юбер де Латье де Баян — (20 сентября 1802 — 27 июля 1818, до смерти);
  - вакантно (1818—1830);
- Доменико Де Симоне — (5 июля 1830 — 9 ноября 1837, до смерти);
- Луиджи Чакки — (15 февраля 1838 — 17 декабря 1865, до смерти);
  - вакантно (1865—1877);
- Лоренцо Нина — (20 марта 1877 — 28 февраля 1879, назначен кардиналом-священником Санта-Мария-ин-Трастевере);
- Фредерик де Фаллу де Кудре — (12 мая 1879 — 22 июня 1884, до смерти);
- Исидоро Верга — (13 ноября 1884 — 1 июня 1891, назначен кардиналом-дьяконом Санта-Мария-ин-Виа-Лата);
  - вакантно (1891—1914);
- Филиппо Джустини — (28 мая 1914 — 17 марта 1920, до смерти);
  - вакантно (1920—1923);
- Аурельо Галли — (23 декабря 1923 — 26 марта 1929, до смерти);
  - вакантно (1929—1935);
- Пьетро Боэтто, S.J. — (19 декабря 1935 — 18 марта 1938), титулярная диакония pro hac vice (18 марта 1938 — 31 января 1946, до смерти);
  - вакантно (1946—1953);
- Августу Алвару да Силва — титулярная диакония pro hac vice (15 января 1953 — 14 августа 1968, до смерти);
  - вакантно (1968—2010);
- Элио Сгречча — (20 ноября 2010 — 5 июня 2019, до смерти);
  - вакантно (2019 — 2023);
- Луис Паскуаль Дри — (30 сентября 2023 — 30 июня 2025, до смерти).